# Microclysia gemeloides
Microclysia gemeloides là một loài bướm đêm trong họ Geometridae.